# Vincenzo Ortoleva
Vincenzo Ortoleva (* 23. Mai 1965 in Catania) ist ein italienischer Altphilologe.

## Leben und Wirken
Ortoleva studierte von 1983 bis 1988 an der Universität Catania Klassische Philologie. 1996 wurde er mit der Dissertation „La tradizione manoscritta della Mulomedicina di Publio Vegezio Renato“ promoviert. 2005 wurde er zum außerordentlichen Professor für Klassische Philologie, Lehrstuhl für Griechische und Lateinische Grammatik, und 2008 zum ordentlichen Professor ernannt. 2010 übernahm er zusätzlich den Lehrstuhl für Griechische und Lateinische Philologie an der Universität Catania. Am 21. April 1997 erhielt Ortoleva den ersten Preis beim Certamen Capitolinum des Istituto Nazionale di Studi Romani (Rom) für sein Buch La tradizione manoscritta della "Mulomedicina" di Publio Vegezio Renato.
Ortolevas Forschungsschwerpunkte sind griechische und lateinische Literatur der Spätantike, Textüberlieferung, Textkritik und Geschichte der Klassischen Philologie. Er entdeckte einige wichtige Handschriften griechischer und lateinischer Werke: z. B. eine ungewöhnliche griechische Übersetzung der Disticha Catonis im Cod. Monacensis Gr. 551 und unveröffentlichte Fragmente des lateinischen Schriftstellers Pelagonius in Cod. Verona, Biblioteca civica, 658.

## Veröffentlichungen (Auswahl)
- Maximus Planudes, Disticha Catonis in Graecum translata. Edidit Vincentius Ortoleva. Edizioni dell'Ateneo, Roma 1992, ISBN 88-8476-060-7.[5][6]
- La cosiddetta tradizione "epitomata" della Mulomedicina di Vegezio: recensio deterior o tradizione indiretta?. In: Revue d'Histoire des Textes Band 24, 1994, S. 251–274.
- La tradizione manoscritta della «Mulomedicina» di Publio Vegezio Renato. Editrice Sileno, Acireale 1996. (Zugleich: Universität Catania, Dissertation, 1996).[7]
- Un nuovo testimone frammentario di Pelagonio e alcune considerazioni sulla tradizione manoscritta e sul testo dell'Ars ueterinaria. In: Res Publica Litterarum ISSN 1123-3990 Band 21, 1998, S. 13–44.
- Publii Vegeti Renati Digesta artis mulomedicinalis, liber primus, introduzione, testo critico e commento a cura di Vincenzo Ortoleva, Catania, Dipartimento di Studi antichi e tardoantichi, 1999.[8]
- Note critico-testuali ed esegetiche al primo libro dei Digesta artis mulomedicinalis di Vegezio. In: Wiener Studien, ISSN 0084-005X, Band 113, 2000, S. 245–280.
- La terminologia greco-latina per designare le andature del cavallo (con un'appendice sull'etimologia dell'italiano danzare). In: Indogermanische Forschungen, ISSN 0019-7262, Band 106, 2001, S. 126–163.
- I termini 'strem(m)a' e 'semis' nella Mulomedicina Chironis e in Vegezio. In Latomus, ISSN 0023-8856, Band 61, 2002, S. 415–437.
- Tre note al testo dell’Epitoma rei militaris di Vegezio (ovvero i limiti della filologia classica). In: Philologus, ISSN 0031-7985, Band 148, 2004, S. 143–167.
- A proposito di una recente edizione dell’Epitoma rei militaris di Vegezio. In: Emerita, Band 74, 2006, S. 47–75. (Online).
- Alcuni aspetti della lingua dei trattati latini di veterinaria: il sostantivo claucus e l’espressione pedem planum ponere. In: La veterinaria antica e medievale (testi greci, latini, arabi e romanzi). Atti del II Convegno internazionale, Catania 3.–5. Oktober 2007, hrsg. von V. Ortoleva und M. R. Petringa, Lugano 2009, S. 153–181. (Online; PDF; 962 kB).
- The meaning and etymology of the adjective apiosus. In B. Maire (hrsg.), ‘Greek’ and ‘Roman’ in Latin Medical Texts, Studies in Cultural Change and Exchange in Ancient Medicine, Leiden 2014, S. 257–288.
- La congiunzione nē nel latino tardo (a proposito di Veg. mil. 4,41,4). In: Latin Vulgaire Latin Tardif X - Actes du Xe colloque international sur le latin vulgaire et tardif, Bergamo, 5.–9. September 2012, Bergamo 2014, ISBN 978-88-6642-160-3, S. 323–342.
- Un frammento inedito di un non identificato trattato di medicina tardolatino. In: Revue d'Histoire des Textes ISSN 0373-6075, Band n. s. 10, 2015, S. 197–214.
- Le Pelagonianae emendationes: un inedito di Christian Theophil Schuch. Contributo alla critica del testo dell’Ars ueterinaria. In: Eikasmós ISSN 1121-8819, Band 26, 2015, S. 343–368.